# 조선미술전람회
조선미술전람회(朝鮮美術展覽會)는 일제강점기에 개최된 미술 공모전이다. 약칭 선전(鮮展), 조선미전(朝鮮美展)으로도 불렸다.
3·1 운동 이후 펼쳐진 문화통치 정책의 일환으로 조선총독부가 주관한 사업이었다. 1922년 5월 창설되어 제1회 전람회가 개최되었다. 1944년 제23회 전람회가 열릴 때까지 매년 공모전 형식으로 열렸다.
창설 초기에는 1918년 안중식, 조석진, 김규진, 오세창 등이 결성한 서화협회와 대립하는 성격이었다. 서화협회는 민족주의 경향의 민간 주도 단체였던 반면, 조선미술전람회는 조선총독부의 정책적 사업으로 관제 행사의 성격이 강했기 때문이다. 식민통치 기간이 길어지면서 전국적인 규모의 대형 형사로 자리를 잡았고, 미술계 신인 등용의 핵심적인 역할을 하게 되었다. 일제강점기의 많은 유명 미술인들이 선전을 통해 등단했다.
조선미술전람회는 일본 문부성 주최의 전람회인 문전(文展) 또는 제국미술원전을 본딴 형식으로 진행되었으며, 동양화와 서양화, 조각 부문 외에 조선 미술의 특성을 살려 서예 부문이 추가되었다. 심사위원에는 조선인도 위촉되었으나 중반 이후로 갈수록 일본인의 비중이 더욱 늘어났다. 제15회 전람회부터는 추천작가 제도가 신설되어 기성 작가들의 작품 발표 무대로도 활용되었다.
이 전람회는 많은 미술가를 배출하는 순기능이 있었으나, 관전 형식으로 인해 미술계에 권위주의가 만연하게 되었고 한국 근대 미술의 일본화를 촉진하여 화단이 일본화의 영향에 물들게 되었다는 비판도 있다.
1949년 대한민국에서 창설된 대한민국미술전람회가 조선미술전람회의 전통을 이어받았다.

## 같이 보기
- 서화협회
- 대한민국미술전람회

## 참고 문헌
- 이석원; 김순겸; 안혜경 (2005년 12월 15일). 《청소년을 위한 동양미술사》. 서울: 두리미디어. 296쪽. ISBN 8977151481.